# Vinylgruppe

Die Vinyl-Gruppe (blau markiert) als funktionelle Gruppe in einem beliebigen Molekül (oben), Vinylchlorid (Mitte) und Styrol (unten)

Als Vinylgruppe bezeichnet man in der organischen Chemie den sehr reaktionsfähigen Ethen-Rest (früher Ethylen-Rest), also die Atomgruppe R–CH=CH2. Die systematische Bezeichnung ist Ethenylgruppe. Der Begriff „Vinyl“ stammt vom lateinischen vinum ‚Wein‘, weil man früher Vinylalkohol im Wein vermutete.

## Synthese
Synthetisch zugänglich sind Vinylether, Vinylchlorid und Acrylnitril durch Reppe-Synthesen.

## Eigenschaften und Verwendung
Strukturell eng verwandt ist die Vinylgruppe mit der Allylgruppe, die eine zusätzliche –CH2-Einheit enthält. Bei Vinylaromaten (etwa Styrol) sind die π-Elektronen über alle Doppelbindungen delokalisiert. Je nach Substituenten am Aromaten kann die vinylische Doppelbindung daher elektronenarm oder -reich sein.
Typisch für Vinylgruppen sind Additionsreaktionen. Daher werden Vinylverbindungen oft als Monomere in Polymerisationsreaktionen eingesetzt. Bekanntestes Beispiel eines Monomers mit einer Vinylgruppe ist das Vinylchlorid, aus welchem durch Polymerisation Polyvinylchlorid (PVC) entsteht. Umgangssprachlich werden auch PVC, PVC-Produkte und die aus PVC gepresste Schallplatte als Vinyl bezeichnet.